# Marienkirche (Marienhafe)

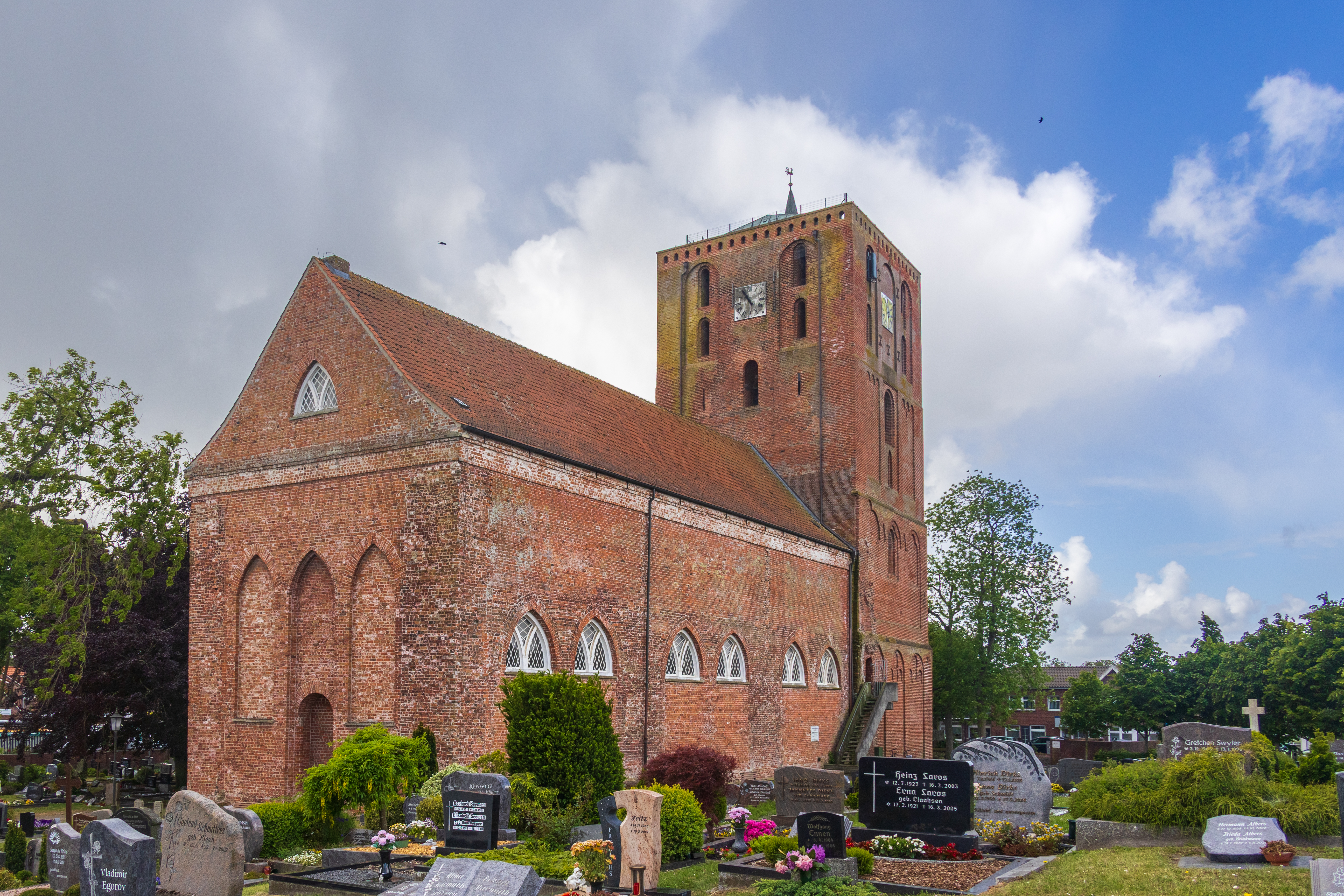
Die Marienkirche in Marienhafe – heutiger Zustand

Die heute evangelisch-lutherische Marienkirche in Marienhafe war bis zu ihrem Teilabbruch im Jahre 1829 der größte und bedeutendste Sakralbau Ostfrieslands. Sie wurde im 13. Jahrhundert im Flecken Marienhafe, der zu dieser Zeit etwa 500 Einwohner hatte, im Stil der Frühgotik errichtet und erreichte damals die Ausmaße des Osnabrücker Doms und galt als größte Kirche zwischen Groningen und Bremen. Lange Zeit war die Kirche ein bedeutendes Seezeichen. Die Leybucht, die ihren Namen der alten Bezeichnung des heutigen Norder Tiefs verdankt, reichte bis unmittelbar an das Gebäude heran. Später war die Kirche über das Störtebeker Tief mit der Nordsee verbunden. Im ausgehenden 14. Jahrhundert soll der Seeräuber Klaus Störtebeker in der Kirche gewohnt haben, was aber bis dato nicht nachweisbar ist. Nach der Reformation erfolgte in Marienhafe 1593 ein letzter Versuch, für die religiös in einen lutherischen Osten und einen reformierten Westen gespaltene Grafschaft Ostfriesland eine gemeinsame Kirchenordnung aufzustellen. Diese wurde zwar beschlossen, aber nie umgesetzt. Im 17. und 18. Jahrhundert verfiel die Kirche immer mehr, so dass sie 1829 größtenteils abgebrochen wurde, auch aus Unkenntnis. Bei dem anschließenden Umbau erhielt sie ihre heutige Gestalt.

## Geschichte

### Vorgeschichte
Das Brookmerland wurde erst ab dem 12. Jahrhundert besiedelt, als durch schwere Sturmfluten und den Einbruch der Leybucht viele Menschen von der Küste in das Landesinnere Ostfrieslands gedrängt wurden. Die Leybucht reichte in jener Zeit bis an den heutigen Ort Marienhafe. Die Kirche wird urkundlich erstmals am 16. Februar 1250 als curia sancte Marie (= Hof der heiligen Maria) erwähnt. In dieser Urkunde wurde die Loslösung des Brookmerlandes von der Propstei Hinte und die Bildung einer eigenen, dem bischöflichen Offizial in Münster direkt unterstellten Propstei „Brokmannia“ vereinbart.
Marienhafe ist vermutlich geplant als Marktort angelegt worden, war aber zunächst wohl kein eigenständiger Ort. Das älteste erhaltene Kirchensiegel von 1460 enthält die Umschrift sigillum ecclesie S. Marie de Uppagent. Dies hat zu der Vermutung Anlass gegeben, dass der Kirchenbereich zur Gemeinde Upgant gehörte. Zum Kirchspiel Marienhafe gehörten seit jeher Upgant mit Schott und Tjüche.

### Die erste Holzkirche
Die Kirchwarft ist vermutlich älter als die heutige Kirche. Nach dem Ergebnis von Ausgrabungen wurde wahrscheinlich vor dem Jahre 800 an der höchsten Stelle der Warft eine Holzkirche mit gerade eingezogenem Chorabschluss errichtet. Ostfriesland war zu diesem Zeitpunkt von den Franken erobert worden und sollte nach mehreren fehlgeschlagenen Versuchen nun endgültig christianisiert werden. Der neue Herrscher Karl der Große forderte daher die großgrundbesitzenden Geschlechter auf, Kirchen zu stiften. Für Marienhafe wird vermutet, dass hier die Familie Idzinga für den Bau der Kirche verantwortlich ist. Mit großer Wahrscheinlichkeit wurde die Kirche anstelle eines heidnischen Heiligtums errichtet.

### Die Tuffsteinkirche
Zwischen den Jahren 1000 und 1050 wurde die Holzkirche durch eine Kirche aus Tuffstein ersetzt, die am Hang der Marienhafer Kirchwarft, dort wo die heutige Kirche steht, errichtet wurde. Vermutlich war dieser Bau eine Einraumkirche, die exakt die Ausmaße des heutigen Kirchenschiffes besessen hat. Beim Teilabbruch der Kirche wurden 1.000 Tonnen Tuffstein, die von diesem Kirchenbau stammten, verkauft.

### Bau der spätromanischen Kirche

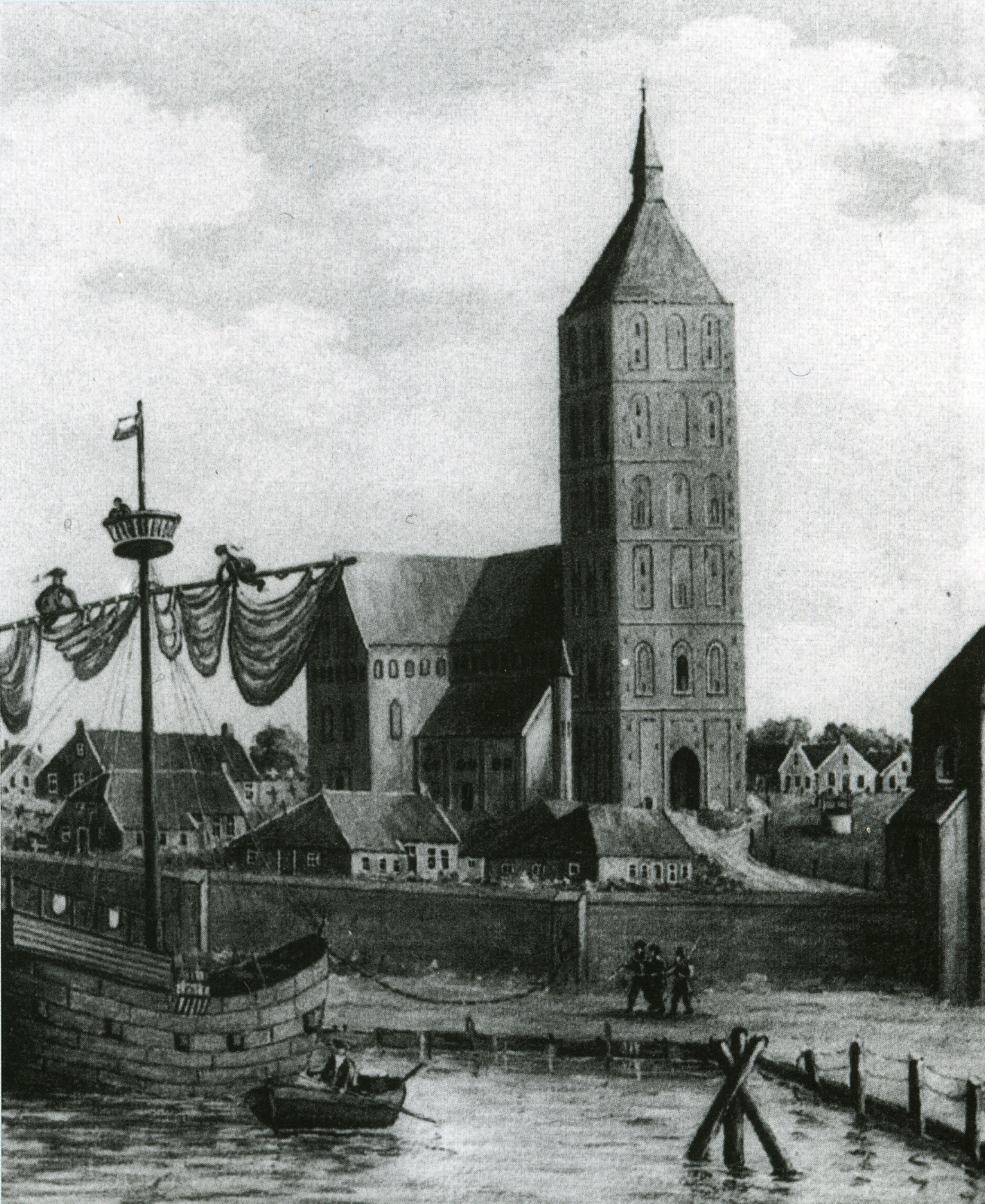
Die Marienkirche im Mittelalter (historisierende Darstellung)

Urkundliche Belege über den Beginn des Kirchbaus fehlen. Auch die Stifter der Kirche sind unbekannt. Diese könnten die im 13. Jahrhundert weitgehend politisch autonome Landesgemeinde Brookmerland, der Bischof von Münster als Landesherr oder der Prämonstratenserorden gewesen sein. Für einen Ort wie Marienhafe, der damals etwa 500 Einwohner zählte, ist die Kirche wie viele andere im Brookmerland (etwa die Kirche Victorbur oder die Kirche von Osteel) unverhältnismäßig groß.
Für die Stiftung durch die Landesgemeinde spricht das Verbot des Brokmerbriefes, welches den Bewohnern des Brookmerlandes untersagte, sich feste Häuser (Turmburgen wie etwa das Steinhaus Bunderhee) zu errichten. Erlaubt war nur der Bau von Kirchen und anderen religiösen Bauten aus Stein. Im Verlauf des 13. Jahrhunderts erlebte das Brookmerland seine Blütezeit. In diese Zeit fällt der Bau der großen Kirchen, von denen die (ehemals dreischiffige) Kirche Marienhafe die größte ist, die damit dem Geltungsbedürfnis der Landesgemeinde Rechnung trugen. Abgesehen von den Kirchen ist das Brookmerland arm an älteren Gebäuden.
Eine weitere Theorie sieht die Bischöfe von Münster als mögliche Stifter. Vermutet wird, dass hierbei ein nie öffentlich gewordener Anspruch auf ein friesisches Bistum in Stein gemauert werden sollte, wie dies viel später mit dem Bau des Fuldaer Doms ab 1704 erfolgreich umgesetzt worden sei, da 1752 die Fürstabtei zum Bistum erhoben wurde.
Auch die These, wonach der Ursprung der Kirche ein Wallfahrtsort für einen ostfriesischen Marienkult gewesen sein könnte, ließ sich bisher nicht belegen. Wallfahrten zur Marienhafer Kirche sind erst ab 1462 nachgewiesen. Der Sage nach reichen die Wallfahrten noch weiter zurück.
Die Prämonstratenser kommen als Bauherren in Betracht, da die Kirche noch bis ins 14. Jahrhundert hinein von Kanonikern dieses Ordens betreut wurde. In unmittelbarer Nähe der Kirche lag zudem das Kloster Aland, ebenfalls unter dem Patrozinium Marias. Dabei handelte es sich um ein Nonnenkloster, das zeitweise aber auch Chorherren beherbergte.
Aufgrund des Baustils wird vermutet, dass die Ostteile in den Jahren 1240–50, die Westteile 1250–1260 errichtet wurden.

### Weitere Geschichte

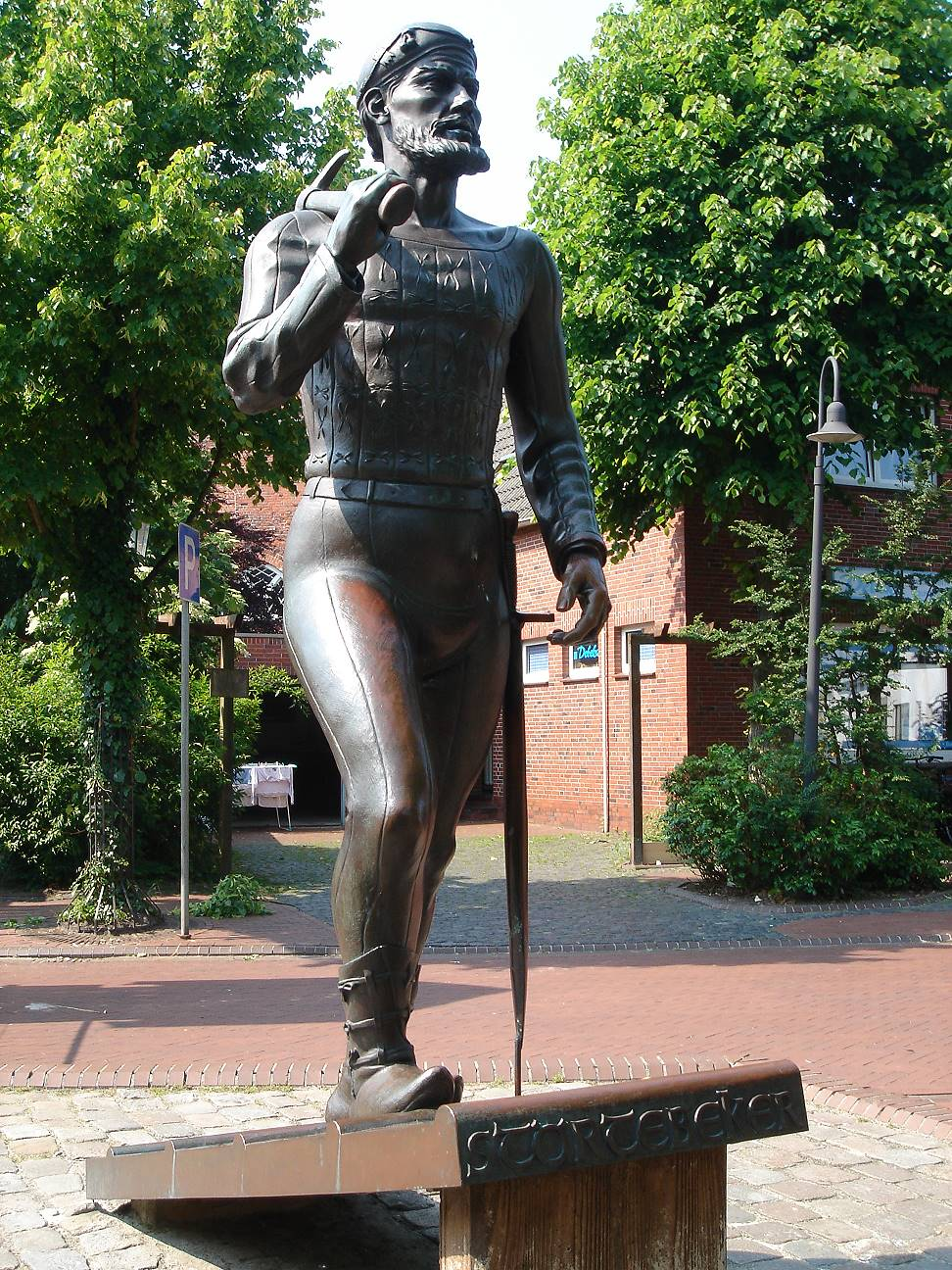
Klaus-Störtebeker-Denkmal

Im Jahre 1387 wurde die Kirche bei einem durch Blitzschlag verursachten Brand teilweise zerstört. Beim Wiederaufbau wurden Material und Ausstattung der Kirche des kurz zuvor in der Leybucht untergegangenen Westeels verwendet. Welche Änderungen die Kirche dabei erfuhr, ist nicht bekannt. Von 1396 bis 1400 fand der Seeräuber Klaus Störtebeker Unterschlupf in Marienhafe. Er soll in dieser Zeit im Kirchturm gewohnt haben. Dies ist aber weder durch Eintragungen in den Kirchenbüchern noch durch sonstige Aufzeichnungen belegt. Zum Gedenken daran wurde am 27. Juni 1992 auf dem Marktplatz südlich der Kirche eine Skulptur aufgestellt, die der Leeraner Bildhauer Karl-Ludwig Böke nach einer Radierung von Daniel Hopfer entworfen hat, die angeblich das Bildnis Störtebekers, in Wirklichkeit aber Kunz von der Rosen, den Berater und Hofnarren des deutschen Königs und späteren Kaisers Maximilians I., zeigt, der 100 Jahre nach Störtebeker lebte.
Spätestens seit 1427 war die Kirche Zentrum eines eigenen Kirchspiels. 1437 wird erstmals eine Orgel erwähnt, die damit zu den ersten in Ostfriesland zählt. Um das Jahr 1460 wurde der Turm auf sechs Stockwerke erhöht. Zu dieser Zeit war die Kirche ein bedeutendes Seezeichen. Ihr Turm und alle drei Kirchenschiffe waren auf der Nordseite mit Kupfer („Kuiper“ = friesisch-niederländisch für Kupfer) und auf der Südseite mit Schiefer („Ley“ = altdeutsch für Schiefer) gedeckt, sodass die Kirche von See her durch den wechselnden Blick auf die Kupfer- und die Schieferseite für Eingeweihte einen Hinweis auf die auch bei Niedrigwasser befahrbar bleibenden Priele und sonstigen Wasserflächen gab. Ohne dieses Spezialwissen waren der Ort und sein tideabhängiger Hafen vom Meer her uneinnehmbar.
Im Jahre 1462 spendete Papst Pius II. einen Ablass für den Besuch der Kirche, für Spenden an Einrichtungsgegenständen sowie für Geldspenden zur Erhaltung der Kirche curia beate Marie. Ab 1467 sind Wallfahrten zur Kirche bezeugt und 1500 hatte die Kirche vier Priester.
1527 hielt die Reformation Einzug in Marienhafe. Ostfriesland war in der Folge religiös in einen lutherischen Osten und einen reformierten Westen gespalten. Die Landesherren aus dem Hause Cirksena versuchten, diese Spaltung zu überwinden. 1593 ließ der lutherische Graf Edzard II. durch seinen Hofprediger Petrus Hesse eine Kirchenordnung aufstellen, die für die gesamte konfessionell mehrschichtige Grafschaft Geltung haben sollte. Diese Kirchenordnung wurde noch im selben Jahr in der Kirche von Marienhafe unterschrieben, aber infolge politischer Auseinandersetzungen in Ostfriesland nicht umgesetzt.

### Verfall

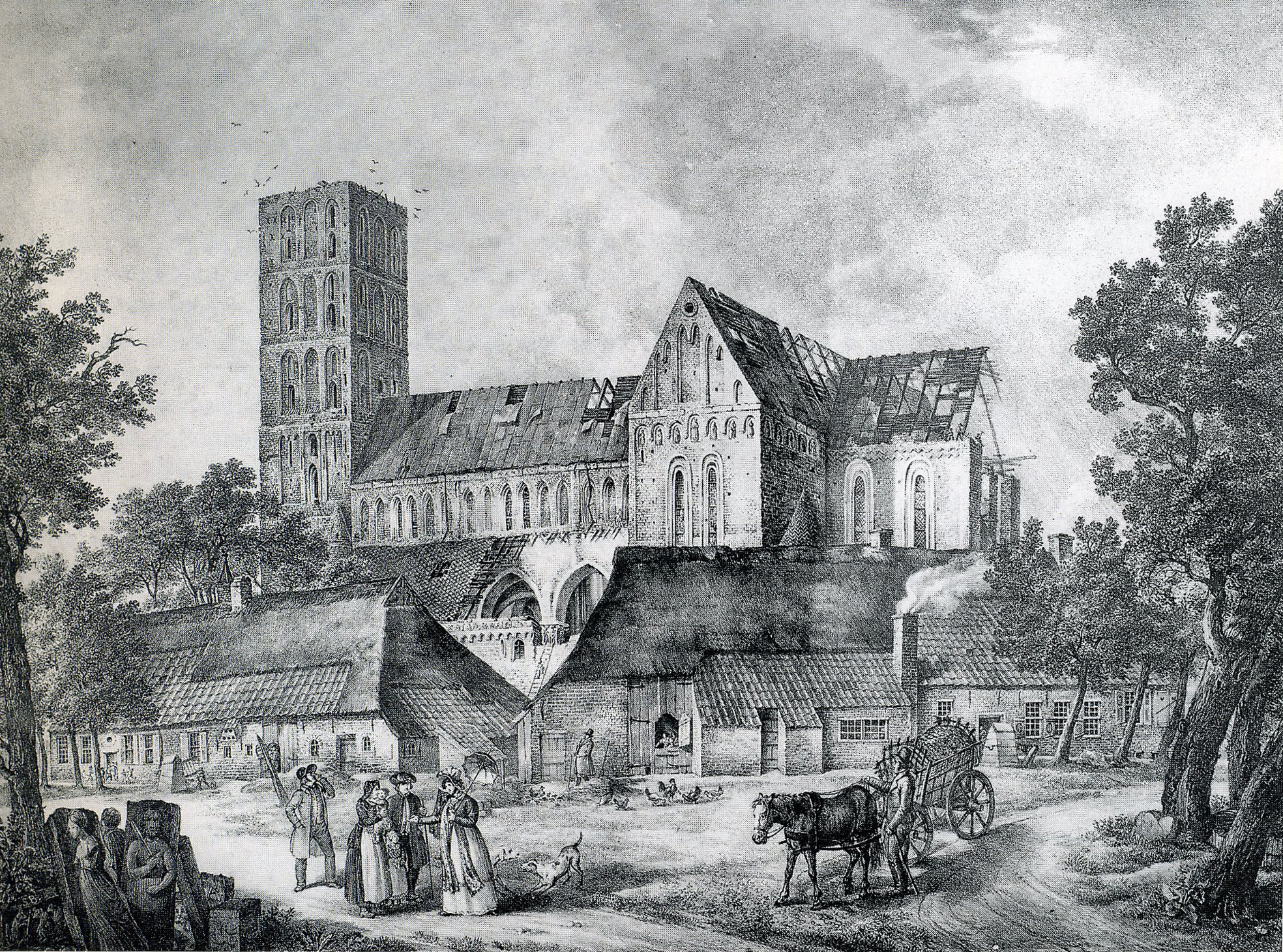
Die Kirche unmittelbar vor ihrem Teilabbruch

Die Bedeutung der Kirche als Seezeichen ging nach dem Ende des Mittelalters durch die Verlagerung der Küstenlinie zurück. Dadurch schwand auch Marienhafes Bedeutung als Wirtschaftsort, und die Bevölkerung konnte sich den Unterhalt der großen Kirche nicht mehr leisten. Die Kirche wurde nur noch unregelmäßig renoviert und Schäden nur notdürftig renoviert, weshalb sie langsam zu verfallen begann. Weitere Faktoren für den Niedergang der Kirche waren die mangelhafte Gründung auf der Warft und Witterungseinflüsse. Über undichte Dachkehlen lief Regenwasser in die Sparrenfüße des Dachstuhls und in die Gewölbe, die dadurch in Mitleidenschaft gezogen wurden. Der Gemeinde fehlten die Mittel für eine Reparatur, und die Landeskirche Hannover wie auch das in Personalunion mit Großbritannien regierte Königreich Hannover beteiligten sich nicht. Im Jahre 1819 stürzte ein Teil des Chores ein. Dabei wurde auch der um 1593 oder kurz danach entstandene Altar mit einem Schriftretabel zerstört, der dem Norder Altar ähnelte. Zur Wiederherstellung des Chores fehlten der Gemeinde 9000 Hannoversche Taler. In den folgenden zehn Jahren beriet die Gemeinde, wie sie weiter vorgehen solle. Die Kirche verfiel indes weiter. 1820 wurde das oberste Stockwerk des Kirchturmes nach einem Blitzschlag durch einen Brand beschädigt. Im August 1829 lösten sich die Mauern der Ostapsis vom Giebel. Aus dem Gewölbe fielen Steine herunter und durchschlugen die Fliesen.

### Teilabbruch der Kirche 1829
1829 beschloss eine Mehrheit der Gemeindemitglieder, die Kirche teilweise abzubrechen. Zur Finanzierung dieses Vorhabens bot ein Unternehmer an, die Arbeiten gegen Überlassung des Abbruchmaterials durchzuführen, was dann auch geschah. Die Abbrucharbeiten wurden vom Emder Stadtbaumeister Martin Heinrich Martens beaufsichtigt, der zuvor genaue Pläne und Einzelskizzen des Bauwerks angefertigt hatte.
Vom Bauwerk wurden der Chor, das Querschiff nebst Vierung, die schmalen Seitenschiffe und die Treppentürmchen, die zum ersten Stock des Turms hinaufführten, abgebrochen. Im Hauptschiff wurde das steinerne Gewölbe entfernt und die Seitenwände bis in die Höhe der Seitenschiffdächer verkürzt. Die nun offen stehenden Seitenwände wurden zugemauert, wobei die Felder unter den Spitzbögen zum Anbringen der Fenster genutzt wurden. So entstand im Innern ein Saalraum, der nach oben von einer Voutendecke abgeschlossen wurde.
Der Turm wurde bis 1834 in seine heutige Gestalt umgebaut. Um ein harmonischeres Gleichgewicht im Verhältnis von Kirchenschiff und Turmhöhe zu erreichen, wurde er um zwei Stockwerke gekürzt.

## Beschreibung

### Außenbau

#### Kirchenbau

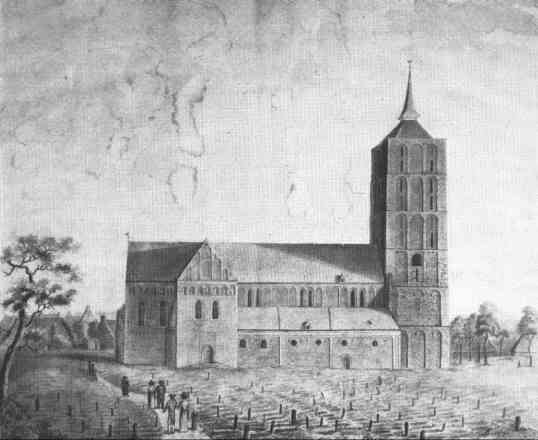
Ansicht von der Nordseite (vor 1819)

Im 13. Jahrhundert entwickelte sich von Nordfrankreich ausgehend (Île-de-France) eine neue religiöse Entwicklung, die auch im Kirchenbau mit der Entstehung der Gotik ihren Höhepunkt erreichte. Die nordfranzösischen gotischen Kathedralen vom Amiens, Chartres und Notre Dame in Paris bildeten die Basis einer neuen baugeschichtlichen Epoche. Es ist möglich, dass dieser Baustil direkt von dorther oder aber durch Vermittlung des Rheinlandes nach Marienhafe gelangte.
Nach Fertigstellung war die Kirche eine dreischiffige gewölbte Basilika mit Westturm, Querschiff, Seitenkonchen, Chorquadrat und Hauptapsis. In ihrem Aufbau ähnelte sie damit großen gotischen Kathedralen – freilich fehlte der Chorumgang mit Kapellenkranz. Der überreiche Schmuck der Kirche mit Statuen und figürlichen Friesen deutet auf das Vorbild französischer Kathedralen hin und ist in Norddeutschland ohne Parallele.
Die ehemaligen Domikalgewölbe und der Bau nur eines Kirchturms geht hingegen auf westfälische Vorbilder zurück, wie sie im ersten Dom von Münster, dem Paderborner Dom und im St.-Patrokli-Dom von Soest zu erkennen sind.
Die Außenmauern waren durch hohe, rundbogige Fenster, Blendnischen, Lisenen, Rund- und Dreipassbögen gegliedert. In 48 Nischen am Querhaus und Chor war sie mit Bauplastik verziert. Im Nordgiebel waren Ritter in den beiden Außennischen, in der Mitte die thronende Maria mit Kind, links von ihr (bildmäßig, vom Betrachter aus gesehen) zwei, rechts der dritte der Heiligen Drei Könige angeordnet, von denen der erste links kniete. Rechts neben dem dritten König war der Bethlehemitische Kindermord zu sehen.
Direkt unter der Trauflinie der Dächer zogen sich Sandsteinrelieffriese mit insgesamt 200 Steinen um das ganze Kirchgebäude. Hier wurden Darstellungen menschlicher Tugenden und Laster, Jagd- und Ritterszenen, dämonische Schreckgestalten, Fabelwesen und Tierdarstellungen in menschlichen Tätigkeiten gezeigt. Im 13. Jahrhundert können als Vorbilder für diese Ausschmückung nur die Kathedrale von Reims und die Stiftskirche St. Servatius in Quedlinburg angesehen werden.
Insgesamt wies das Bauwerk eine Länge von 72,5 m auf (jetzt gut 47 m). Davon nahmen der Turm 12 m, das Hauptschiff 34 m, das Querhaus 12,5 m und der Chor 14 m ein. Der Turm war 14 m breit, das Hauptschiff 23 m, wovon auf die Seitenschiffe je 4,7 m entfielen, das Querhaus 32,5 m und der Chor 12 m. Nach dem Teilabbruch hat die Kirche heute eine Länge von 48 m und eine Breite von 13 m. Der figürliche Schmuck ist weitgehend zerstört, und die Kirche wurde zu einer einschiffigen Saalkirche umgebaut.

#### Kirchturm
Der Kirchturm war anfänglich niedriger. Um das Jahr 1460 wurde der Turm auf sechs Stockwerke erhöht, vermutlich, um seiner wachsenden Bedeutung als Seezeichen Rechnung zu tragen. Der Zugang zu den oberen Geschossen des Bauwerks wurde durch Seitentürmchen, deren Eingang sich in der Kirche befand, gesichert. Im ersten Turmgeschoss befand sich eine zum Kirchraum offene Loge, die wohl schon vor der Reformation zugemauert wurde.
Die ehemalige Höhe des Turms betrug 67 m. Nach dem Teilabbruch und der Verkürzung auf vier Stockwerke erreicht er heute eine Höhe von 37 Metern. Seit dem Jahr 1619 soll es eine Kirchenuhr gegeben haben; seit 1747 ist sie nachgewiesen. 1913 erhielt der Turm ein neues Uhrwerk. Dieses wurde in den 1980er Jahren von einem kleinen Uhrwerk ersetzt. Seitdem steht es als Beispiel für ein großes mechanisches Werk im Kirchenmuseum.
Das Erdgeschoss wird als Leichenhalle genutzt und ist daher nicht öffentlich zugänglich. In die drei Meter starke Turmmauer ist eine Vorhalle eingearbeitet. Der Hauptraum wird oben durch Gewölberippen aus Sandstein abgeschlossen, die mit fast verwitterten Darstellungen von Evangelisten, Propheten und Engeln verziert sind. Die Gewölberippen und Gurtbögen sind rechteckig bzw. rund ausgebildet. In der Turmhalle werden ein Doppel- und ein Einzelgrabstein aus dem 17. Jahrhundert und vier Sarkophagdeckel aus der Mitte des 11. bis Anfang des 12. Jahrhunderts aufbewahrt. Dabei handelt es sich um einen rötlichen ohne erkennbares Muster und einen gelblichen Sarkophagdeckel mit Paradiesstromberg, Keulenkreuz und Spiralstäben. Der Doppelgrabstein ist über 2 m hoch und erinnert an das 1617 verstorbene Ehepaar Victor Hane und Clara von Zarenhusen. Der Einzelgrabstein des 1671 verstorbenen erbgesessenen Hausmanns Abbo Poppinga zeigt sein Familienwappen und die Inschrift: „Anno 1671. Den 2. Februariis Der Ehrenveste Vorachtbare Und Wohlfurnehmer Abbo Poppinga Erbgeseten zu Upgant Und Kirchvorwalter zu Marienhove Ordinarius Et Extraordinarius Deputierter Und Sylrichter selig in Dem Herren Entschlafen Vorwachtende Nebens Alle Glaubigen Ein Frolichen Aufestadige zum EWEGN Leben Seines Alters 44 Jahr“.

### Ausstattung

#### Innenraum

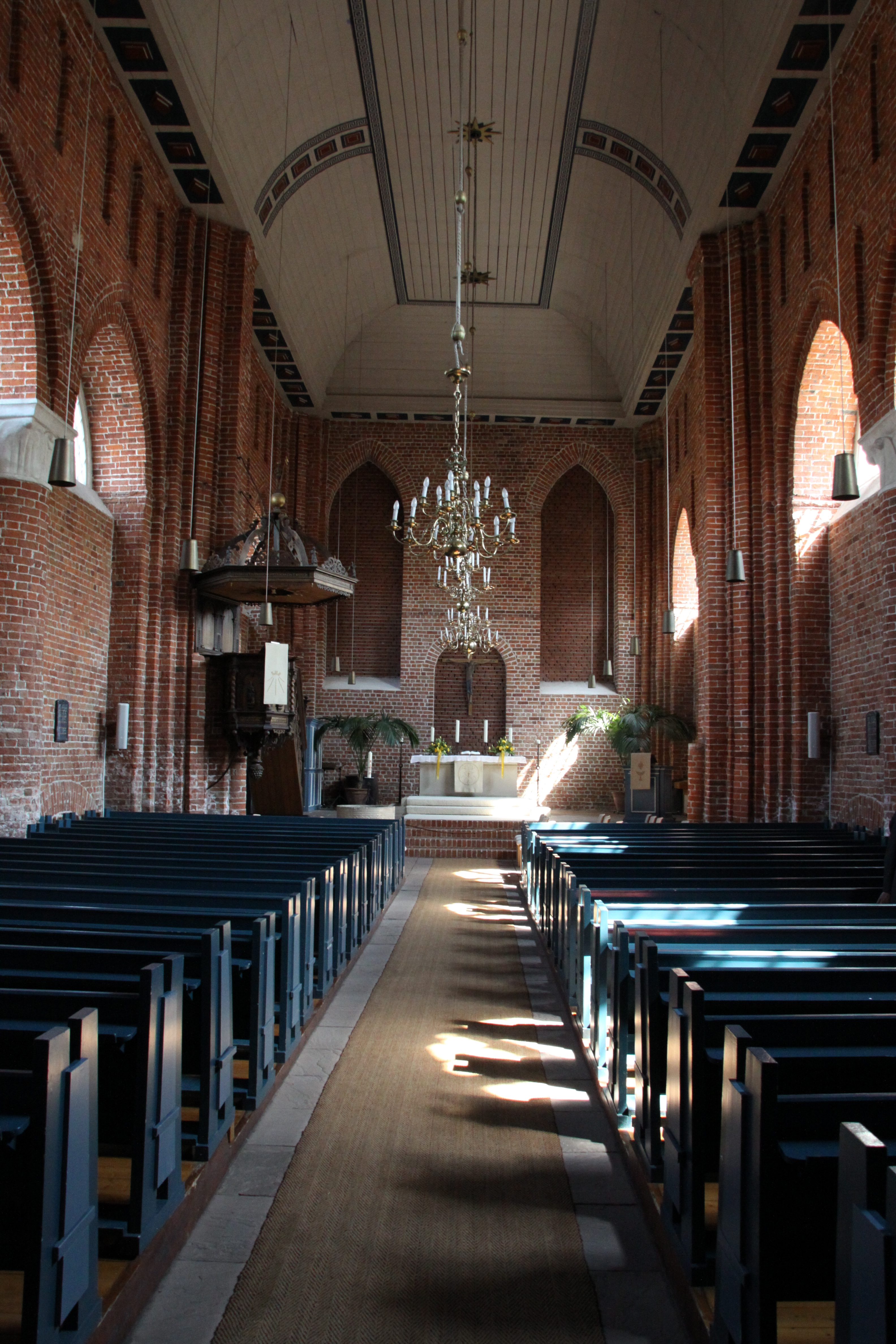
Kirchenschiff

Der Aufbau des größtenteils verlorenen Inneren ist wegen der Abbildungen von außen und wegen des erhaltenen unteren Teil des Mittelschiffs leicht erschließbar. Nach Angaben des Emder Stadtbaumeisters Martens lag der Scheitelpunkt der Gewölbe in einer Höhe von 21 Metern über dem Fußboden, im Kreuz und im Chor etwa 1,75 m niedriger. Damit war die Kirche der erste gewölbte Großraum Ostfrieslands. Nur die Krypta der ehemaligen Kirche St. Liudger in Leer weist ältere Gewölbe auf. Sie sind aber wegen der geringeren Höhe und Spannweite nur bedingt mit der Kirche in Marienhafe zu vergleichen. Das Mittelschiff aus vier quadratischen Jochen, doppelt so hoch wie heute, wurde von dominikalen Kreuzrippengewölben überdeckt, die den heute noch erhaltenen kleineren Gewölben in der Kirche von Pilsum ähnelten. Acht mächtige Rippen gliederten und stützten jedes dieser stark gekuppelten Gewölbe. Der architektonische Einfluss aus dem französischen Anjou (die Kathedrale von Angers), nach Ostfriesland vermittelt durch die westfälische Spätromanik etwa in Soest, ist unverkennbar. Diese Kuppelgewölbe ruhten auf stark gegliederten, spätromanischen Backsteinpfeilern, deren untere, nun nichts mehr stützenden Teile noch erhalten sind. An den Seiten des Mittelschiffs wechselten sich diese Pfeiler alternierend mit backsteinernen Rundpfeilern ab, die von zum Teil noch erhaltenen, antikisierenden Kapitellen aus Haustein bekrönt wurden. Der Stil dieser Kapitelle ähnelt den leider sehr spärlich und schlecht erhaltenen Haussteinreliefs des Außenbaues, was an dieselben Bildhauer denken lässt. Zwischen diesen alternierenden Reihen aus mächtigen Stützpfeilern und Rundpfeilern mit Kapitellen ziehen sich angespitzte, spätromanische Arkadenbögen mit einfachen Unterzügen, die noch erhalten sind: In den Bögen sitzen seit dem Abriss der Seitenschiffe und des Obergadens seit 1829 die Fenster. Über den Arkadenbögen ziehen sich heute noch die Reihen aus jeweils sieben flach ins Mauerwerk eingetieften, leicht spitzbogigen Nischen: Pro Joch drei links, drei rechts, und ein darunterliegender, gleicher Nischenbogen in den Zwickeln der Arkadenbögen. Dieses Erdgeschoss des Mittelschiffs wird mit einem noch erhaltenen Doppelsims aus Backstein abgeschossen. Darüber lag der Obergaden mit zwei großen Fensterbögen pro Joch; über dem Obergaden lagen Schildbögen wie heute noch in der Kirche von Pilsum. Quer überm Mittelschiff zog sich die Reihe aus riesigen, spätromanischen, schon angespitzten Gurtbögen nach Osten. Die Ostteile, von denen nichts erhalten ist, waren sehr weiträumig, der Raumeindruck ähnelte etwa dem Dom von Ratzeburg. Das Querschiff zeigte wahrscheinlich die gleichen Gewölbe wie das Mittelschiff, und eine erhöhte Vierungskuppel ist wahrscheinlich; ohne Fenster. Die Seitenschiffe werden wohl Kreuzgratgewölbe aus Backstein gehabt haben. Interessant die kleinen Rundfenster der Seitenschiffe, die man auf Abbildungen aus dem 19. Jahrhundert bemerkt. Solche Rundfenster sind im Norden sehr ungewöhnlich. Rheinischer Einfluss ist wahrscheinlich.
Nach dem Teilabbruch wurde der Fußboden um ca. 1,50 m aufgefüllt. Dadurch ist die Sockelpartie der Pfeiler und Säulen heute verdeckt.
Im Bereich des Chores, möglicherweise schon in der Vierung, dürfte der Fußboden erhöht gewesen sein. Die Hauptapsis hatte drei Bogenfenster.

#### Altar

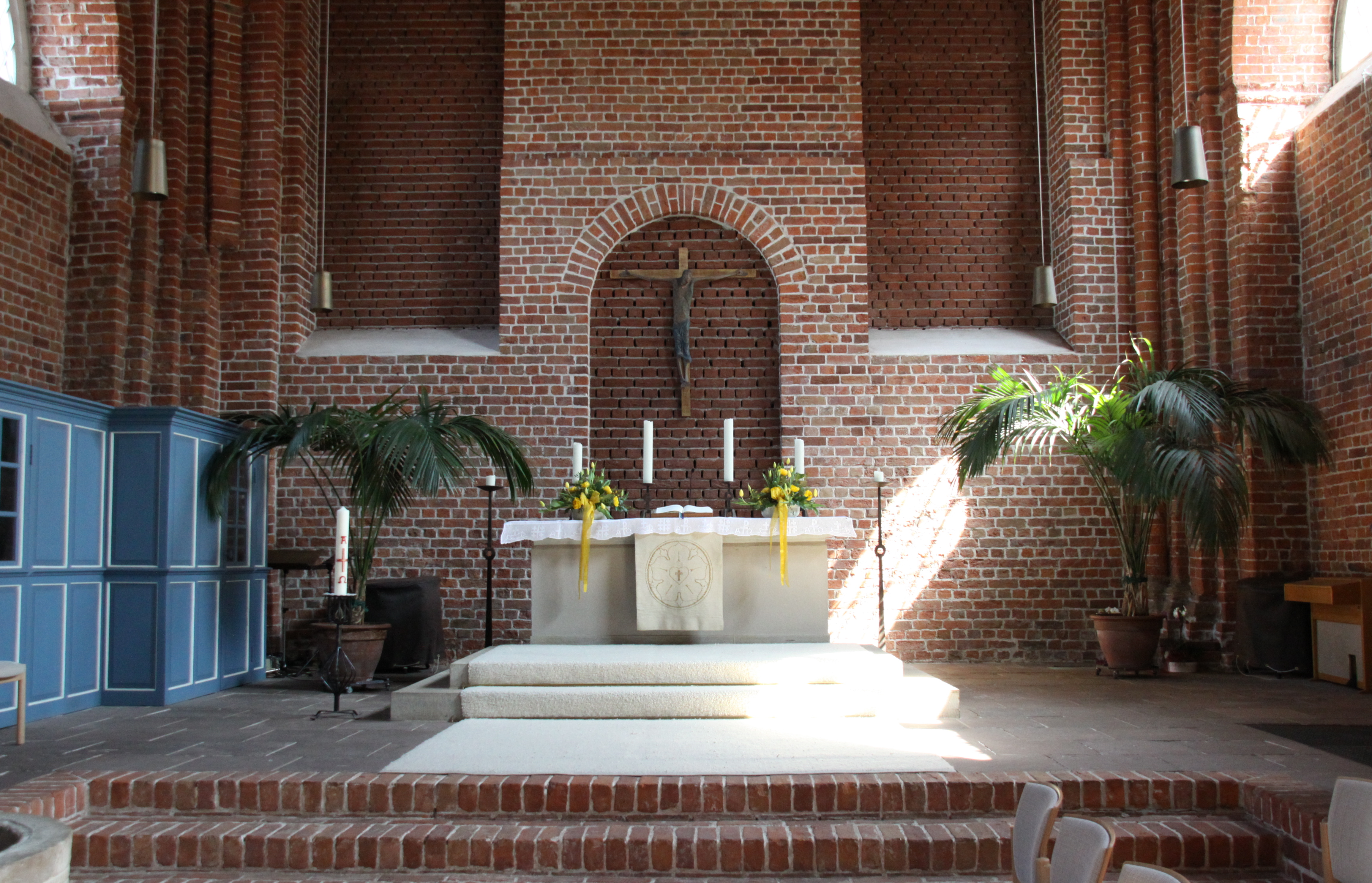
Altar

Der ursprüngliche Altar der Kirche wurde beim Einsturz des Chorgewölbes 1819 zerstört. Er entstand vermutlich 1593 oder kurz danach und war mit einem Schriftretabel versehen, ähnlich wie dies noch heute am Altar der Ludgerikirche in Norden zu sehen ist. Nach der Verkleinerung der Kirche erhielt diese einen schlichten Altar, der zunächst unter der Orgelempore im Westen untergebracht wurde. Bei der Renovierung der Kirche wurde der Altar wieder in den Osten verlegt. Über dem Altar hing eine Darstellung des gekreuzigten Christus unter dem stilisierten Thron Gottes. Sie wurde 1829 von der Kirchengemeinde gekauft und wurde vom Bildhauer D. Brüggemann geschaffen. Seit 1981 ist nur noch die Kreuzesszene vorhanden, die in der Mauernische hinter dem Altar hängt. An der Südseite des Altarraumes stehen zwei Figuren – Maria und der segnende Christus –, die ursprünglich im Querhaus ihren Platz hatten. Sie werden auf das 13. Jahrhundert datiert.

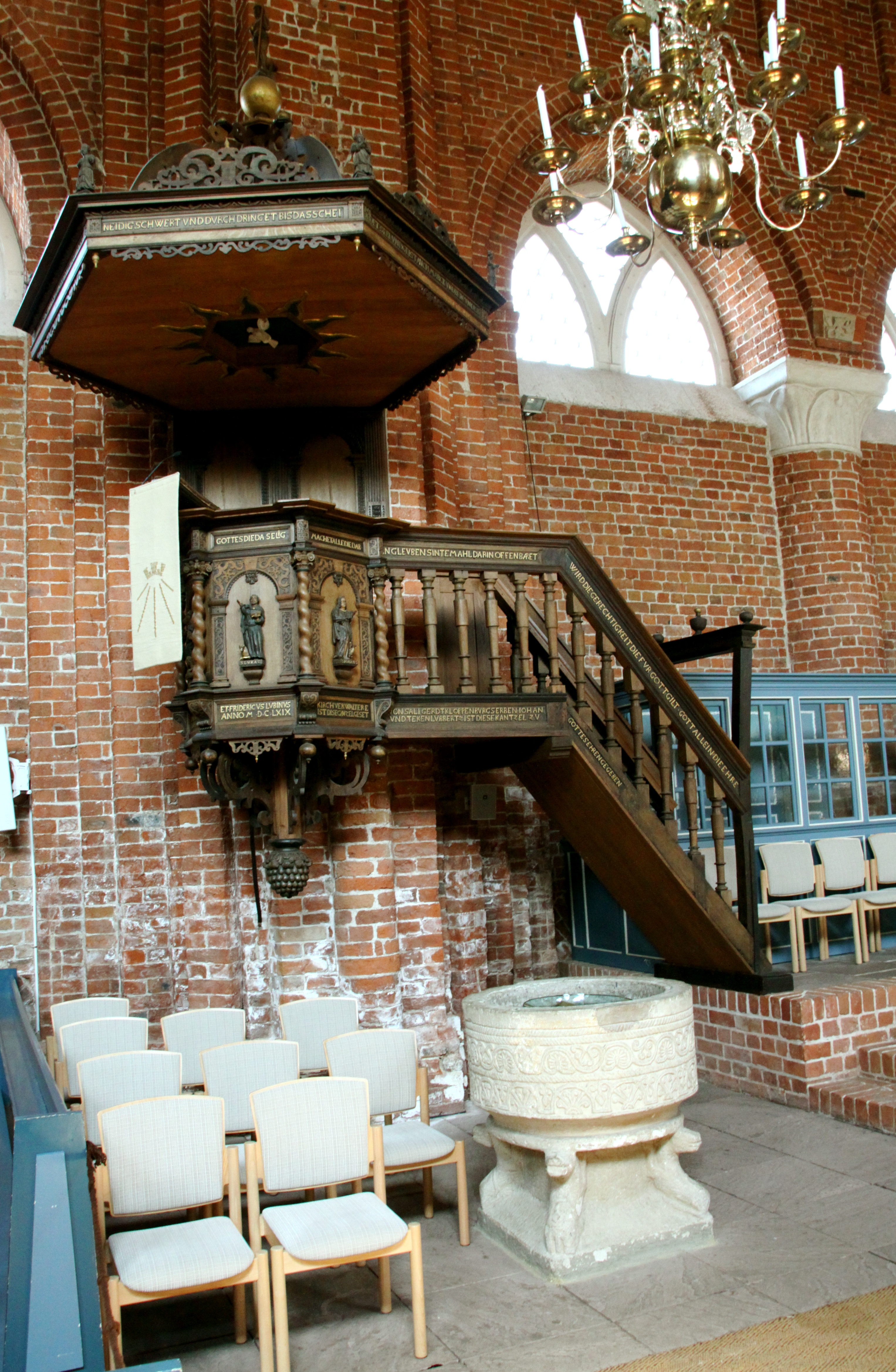
Kanzel

#### Kanzel
Die barocke Kanzel wurde 1669 in der Werkstatt des Meisters der Holzschneidekunst Jacob Cröpelin in Esens gefertigt. In ihrem Aufbau ähnelt sie vielen Kanzeln in Ostfriesland aus dieser Zeit. Auf dem Schalldeckel thront oben Christus mit der Siegesfahne auf dem Erdball. Die Seiten des Kanzelkorbs sind durch gewundene Ecksäulen und dazwischen gelegenen Rundbögen gegliedert, unter denen die vier Evangelisten, die hier mit ihren Attributen gezeigt werden, zu sehen sind. Auf den Friesen geben, fortlaufend gelesen, zwei Schriftbänder Bibelworte wieder, und zwei Reihen informieren über Pastor, Kirchverwalter und Stifter. Geschnitztes Rankengeflecht und gewundene Säulen schmücken die Kanzel weiter aus.

#### Taufstein

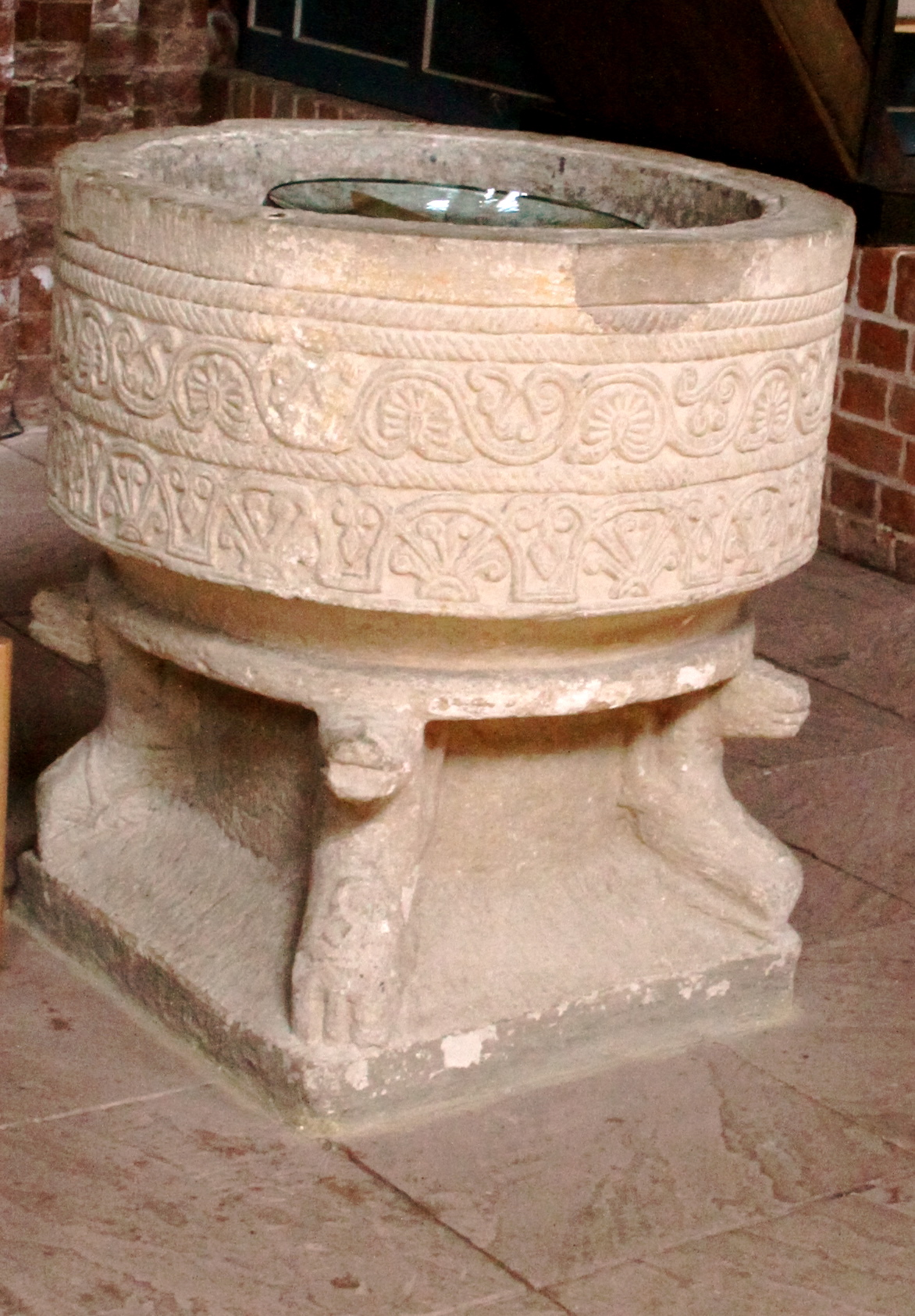
Die Taufe

Der Taufstein wird auf Grund seiner stilisierten Rankenfriese zwischen den Taustäben auf den Anfang des 13. Jahrhunderts datiert. Er muss also noch aus einem Vorgängerbau der Kirche stammen. Wie viele Taufsteine in Ostfriesland im 13. Jahrhundert wurde er aus Bentheimer Sandstein geschaffen. Außen ist das Becken mit ornamentalen Darstellungen aus Blattwerk, Trauben, Palmetten und Schnüren verziert. Innen ist das Becken mit Blei ausgekleidet und könnte etwa 125 l Wasser fassen. Als Sinnbild der durch die Taufe bezwungenen bösen Mächte tragen vier Löwen den Stein. Als Taufschale dient seit 2001 eine gegossene Glasschale.

#### Leuchter
Der älteste Kronleuchter stammt aus dem Jahr 1637. Er wurde von der Familie Agena im Gedenken an ihre in diesem Jahr im Alter von 15 Jahren verstorbene Tochter Tjadlef gestiftet. Der große, sechzehnarmige Leuchter ist reichhaltig mit Figuren, Kopf- und Bläserdarstellungen geschmückt.
Der zwölfarmige Kronleuchter ohne Aufschrift hängt seit mindestens 1725 in der Kirche. Die zwei mit Glühlampen bestückten Kronleuchter stammen laut Gravur aus dem Jahr 1953.

#### Glocken
Das Geläut der Kirche besteht aus drei Glocken, die sich im dritten Stock des Turmes befinden. Die südliche Glocke (c’) stammt aus dem Jahre 1633. Sie ist ca. 2500 kg schwer. Ihre Inschrift besagt, dass sie von der Upganter-Marienhafer-Tjücher Gemeinde gemeinsam gestiftet worden ist. Auf der Glocke ist zudem ein Bildrelief Marias auf der Mondsichel innerhalb eines Kreuzes aus Zierstreifen zu sehen. Zum Guss der Glocke wurde Material einer großen, ca. 8 t schwere Glocke genutzt. Diese war um 1600 schon unbrauchbar und wurde ab 1619 in vier kleinere Glocken umgegossen. Seitdem waren sie in einem separaten Glockenturm auf der Ostseite des Kirchhofs untergebracht, der 1834 abgerissen wurde.
Die anderen beiden Glocken sind deutlich jüngeren Datums. Die nördliche Glocke (es’) wurde 1960 gegossen und durch Spenden von Gemeindegliedern finanziert. Sie ist etwa 1315 kg schwer. Die Schlag- und Läuteglocke (c’’) im Osten erhielt die Kirche 1955 nach einer Spende eines ehemaligen Marienhafer Bürgers.

#### Orgel

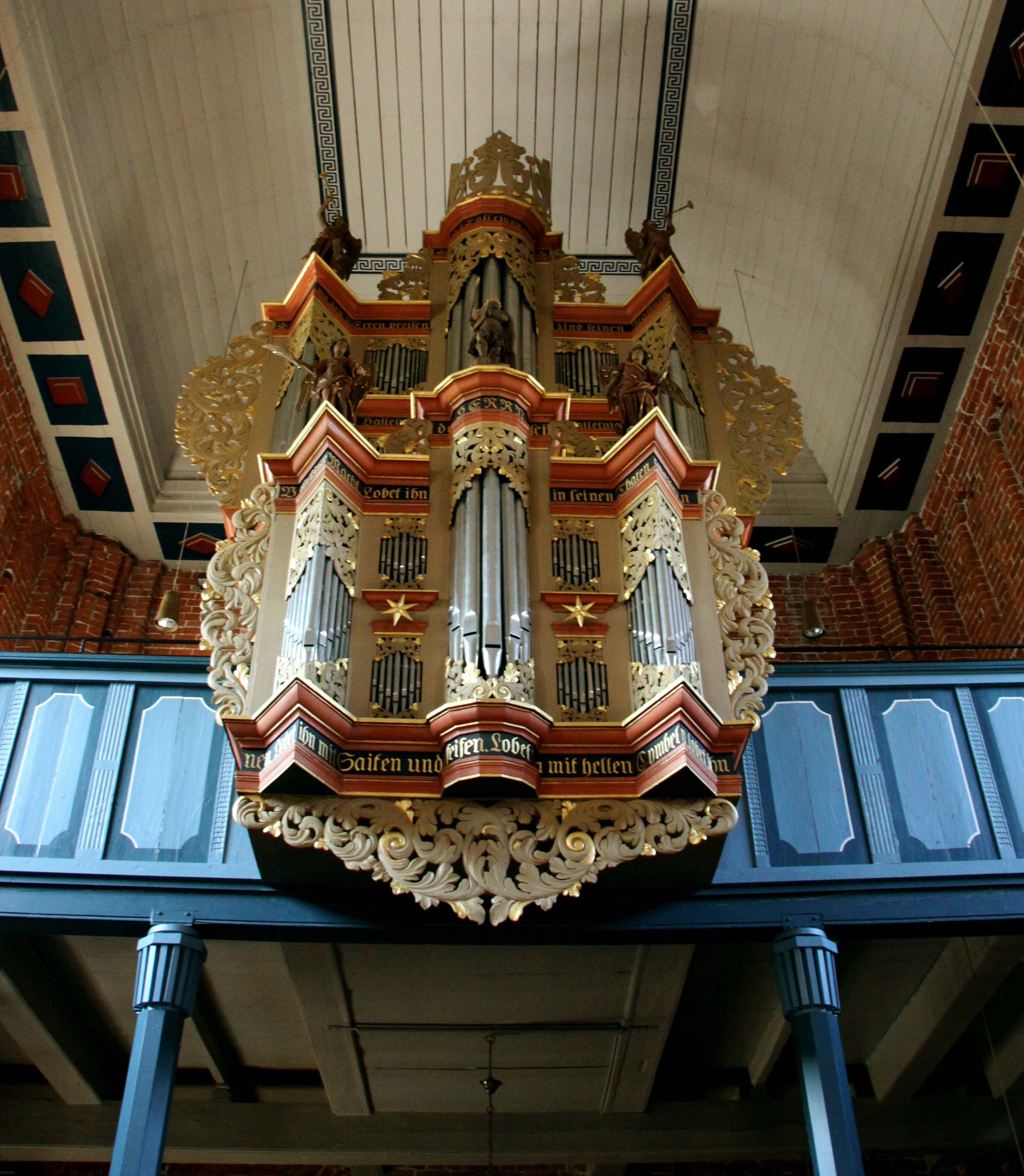
Holy-Orgel von 1713

Eine erste Orgel wurde 1437 vom Meister Thidricus de Dominis auf der Nordseite im Chor gebaut. Sie ist damit eine der ältesten nachweisbaren Orgel Ostfrieslands. Reste dieser Chororgel blieben bis ins 18. Jahrhundert bewahrt.
Im 16. Jahrhundert wurde über der ehemaligen Westempore eine weitere Orgel erbaut. Diese wurde 1603 zerstört. Ob sie mit der 1703/1710 reparierten und 1778 verkauften alten Hauptorgel identisch ist, ist ungeklärt.
Die heute erhaltene Orgel wurde in den Jahren von 1710 bis 1713 von Gerhard von Holy (1677–1736) in Esens gebaut. Das Hauptwerk hat zwölf, das Rückpositiv acht Register, das Pedal ist mit dem Hauptwerk gekoppelt. Bis auf zwei sind alle Pfeifenreihen original erhalten. 1952 wurde die Orgel unter Denkmalschutz gestellt. Ab 1966 wurde sie von der Orgelbauwerkstatt Ahrend & Brunzema restauriert. 1987/88 erhielt sie ihre historische mitteltönige bis wohltemperierte Stimmung zurück.

#### Weitere Ausstattungsgegenstände
Das Abendmahlsgerät besteht aus einem silbervergoldeten Kelch. Dieser stammt aus dem Jahr 1611 und ist ein Geschenk der Schwestern des Grafen Enno III. an die Marienkirche. Zum Kelch gehört eine Patene ohne Zeichen. Die Kanne im Rokokostil ist reich mit Rocaillen geschmückt. Der Norder Goldschmied Ehlers (1787–1860) schuf die zwölflötige Silberdose. Nicht mehr genutzt wird hingegen eine sechseckige zinnerne Weinflasche. Sie stammt aus dem Jahr 1781 und ist mit einer Inschrift aus dem 11. Kapitel des Matthäusevangeliums versehen.

## Museum

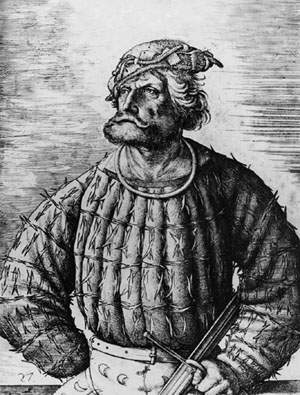
Das häufig fälschlicherweise als Störtebeker-Porträt verwendete Bildnis des Kunz von der Rosen

Seit dem Jahre 1878 begann die Gesellschaft für bildende Kunst und vaterländische Altertümer zu Emden, ab 1890 auch die Kirchengemeinde Marienhafe, die beim Teilabbruch der Kirche verlorengegangenen Bildwerke zu sammeln. Um sie angemessen präsentieren zu können, wurde der erste Stock des Kirchturms, die sogenannte Störtebekerkammer, wieder hergerichtet. 1932 wurde diese der Öffentlichkeit zugänglich gemacht und als Museum eröffnet. Zu sehen sind eine Kopie des lange Zeit als Störtebeker-Porträt verwendete Bildnis des Kunz von der Rosen, wenige originale Stücke und ein Modell der alten Kirche. Der gesamte, größtenteils verlorengegangenen Figurenschmuck wird auf einer Zeichnung präsentiert. Vom Museum aus ist ein Aufstieg zur Aussichtsplattform auf dem Turm möglich.